# Bor (Czechy)
Bor (niem. Haid) − miasto w Czechach, w kraju pilzneńskim. Według danych z 31 grudnia 2003 powierzchnia miasta wynosiła 11 652 ha, a liczba jego mieszkańców 4 025 osób.

## Demografia
| Rok             | 1970  | 1980  | 1991  | 2001  | 2003  |
| --------------- | ----- | ----- | ----- | ----- | ----- |
| Liczba ludności | 3 416 | 3 832 | 3 787 | 3 961 | 4 025 |

Źródło: Czeski Urząd Statystyczny